# Сфера отсутствия форм
Сфера отсутствия форм или Арупьядхату (санскр. Ārūpyadhātu, или Arūpaloka, тиб. gzugs.med.pa'i khams), Сфера не-форм — в буддийской космологии совокупность миров, населённых живыми существами, уже лишёнными физического тела, сознание которых пребывает на том же уровне восприятия, что и у людей, погружённых в глубокую медитацию.
Эта сфера не находится нигде в физическом мире, и ни одно из существ не имеет конкретного места, поэтому говорят только об уровнях сферы отсутствия форм, подчёркивая, что в этой сфере нет местопребываний. Эти четыре состояния медитационного погружения дэвов (богов) высшего уровня в нематериальную реальность могут возникнуть в виде награды за очень хорошую карму. Хотя эти состояния — верх достижения в медитации, и их иногда путают с нирваной, это всё же не нирвана, и рано или поздно последует утрата стабильности и перерождение в низких уровнях сансары. Поэтому отношение махаяны к этим четырём состояниям сознания скорее отрицательное, потому что пребывание в этих состояниях очень длительно и бессмысленно с точки зрения спасения всех живых существ от сансары. 
Существа нематериальной сферы не имеют опоры ни в каком материальном объекте и не имеют опоры в теле, и их состояния самодостаточны — они получают наслаждение от своих состояний как таковых и стремятся их максимально продлить, поэтому сроки пребывания в этих состояниях огромны. 
Обычные живые существа не могут переродиться в этой сфере, только йоги, занимающиеся специальной медитацией в маргинальном виде. 
Существуют четыре типа богов (дэвов) сферы отсутствия форм, соответствующих четырём дхьянам:
Сфера бесконечного пространства, Сфера бесконечного сознания, Сфера, где ничего нет и Сфера, где нет ни восприятия, ни не-восприятия. Высшие два состояния достигали учителя Будды, принимая их за нирвану.
1. Акашанантьяаятана (Ākāśānantyāyatana , Ākāsānañcāyatana, тиб. nam.mkha' mtha'.yas) — «Сфера бесконечного пространства». В этой сфере нематериальные существа медитируют на неограниченном пространстве (акаша, ākāśa), распространяющемся повсюду без ограничений. Пребывание в этом мире составляет 20 000 кальп.
2. Виджнянантьяятана (Vijñānānantyāyatana, Viññāṇānañcāyatana , тиб. rnam.shes mtha'.yas) — «Сфера бесконечного сознания».  В этой дхяне происходит медитация на сознании или осознавании (виджняна), проникающим повсюду без ограничений. Пребывание в этом мире составляет 40 000 кальп.
3. Акимчаньяаятана (IAST: Ākiṃcanyāyatana, Ākiñcaññāyatana, тиб. ci.yang.med) — «Сфера, где ничего нет» (буквально отсутствует что бы то ни было). В этой дхьяне существо задумывается на тему, что "ничего нет".  Эта дхьяна является особой, очень глубокой формой восприятия. Этого состояния достиг Арада Калама, первый из двух учителей Гаутамы Будды, и считал, что это и есть просветление. Пребывание в этом мире составляет 60 000 кальп.
4. Найвасамджнянасамджяятана (IAST: Naivasaṃjñānāsaṃjñāyatana, Nevasaññānāsaññāyatana, тиб. du.shes.med 'du.shes.med.min) — «Сфера, где нет ни восприятия, ни не-восприятия». В этой области сознание уходит за пределы восприятия (самджня IAST: saṃjñā) и отвержения чего бы то ни было, и попадает в такое состояние, когда оно не вовлекаются в восприятие, но это состояние совершенно не является бессознательным. Этого состояния достиг Уддака Рамапутта (Udraka Rāmaputra, пали: Uddaka Rāmaputta), второй из учителей Гаутамы Будды, и считал что это и есть просветление. Пребывание в этом мире не поддаётся никакому исчислению.